# 레드 텐트
레드 텐트(The Red Tent, Красная палатка)는 미하일 칼라토조프 감독작이며 1969년 러시아(구 소련)・영국・이탈리아 등 3국 합작 영화이다. 숀 코너리 등이 주연으로 출연하였고 프랑코 크리스탈디 등이 제작에 참여하였다.

## 출연

### 주연
- 숀 코너리 - 로알 아문센 박사 역
- 클라우디아 카르디날레 - 간호사 발레리아 역
- 하르디 크뤼거 - 에이나르 룬드보리 중위 역
- 피터 핀치 - 움베르토 노빌레 장군 역

### 조연
- 마시모 지로티 - 로마냐 대위 역
- 루이지 반누치 - 차피 대위 역
- 에두아르트 마르체비치 - 핀 말름그렌 역 (국제판 더빙: 로버트 리에티)
- 마리오 아도르프 - 주제페 비아지 상사 역